# Ley Orgánica por la que se modifica la Ley Orgánica de Educación
La Ley Orgánica 3/2020, de 29 de diciembre, por la que se modifica la Ley Orgánica 2/2006, de 3 de mayo, de Educación (LOMLOE) también conocida como Ley Celaá, por el apellido de la entonces ministra de Educación, Isabel Celaá, es la nueva ley orgánica que rige el sistema educativo español en sustitución de la LOMCE de 2013. Fue aprobada en primera instancia por el Congreso de los Diputados el 19 de noviembre de 2020 con 177 votos a favor (se necesitaban 176 como ley orgánica), 148 en contra y 17 abstenciones, pasando a continuación al Senado. El Senado la votó favorablemente el 23 de diciembre sin introducir ninguna modificación por lo que quedó aprobada definitivamente.
La LOMLOE fue impulsada por las dos fuerzas políticas de izquierdas socias de gobierno (PSOE y Unidas Podemos) y recibió el apoyo de partidos minoritarios independentistas, nacionalistas, regionalistas y de izquierdas, y fue rechazada de forma contundente por los partidos de derecha y de extrema derecha que anunciaron que la llevarían ante el Tribunal Constitucional por considerar que violaba la Constitución española de 1978. Los recursos presentados por PP y VOX fueron desestimados íntegramente (el Tribunal Constitucional los rechazó confirmando así la plena legalidad de la ley).

## Finalidad de la LOMLOE

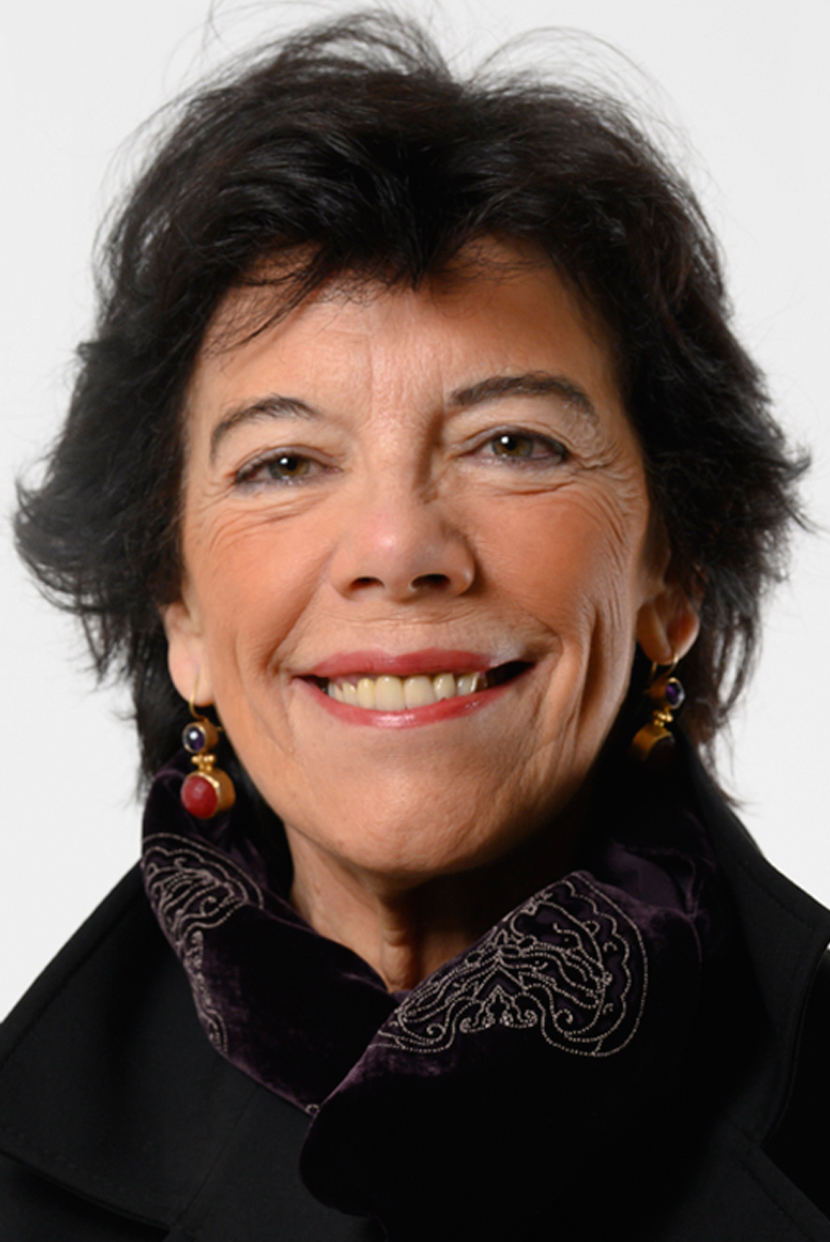
Isabel Celaá, ministra de Educación desde 2018 hasta 2021, impulsora de la LOMLOE.

En el preámbulo se dice lo siguiente sobre la finalidad de esta ley:

La finalidad de esta Ley no es otra que establecer un renovado ordenamiento legal que aumente las oportunidades educativas y formativas de toda la población, que contribuya a la mejora de los resultados educativos del alumnado, y satisfaga la demanda generalizada en la sociedad española de una educación de calidad para todos. Esos y no otros son sus objetivos centrales.

## Principales novedades y elementos polémicos de la ley

### La lengua vehicular
La LOMLOE no determina que el castellano sea la lengua vehicular en la enseñanza, a diferencia de la LOMCE que así lo establecía por primera vez en la historia del periodo democrático. «Las Administraciones educativas garantizarán el derecho de los alumnos y las alumnas a recibir enseñanzas en castellano y en las demás lenguas cooficiales en sus respectivos territorios, de conformidad con la Constitución Española, los Estatutos de Autonomía y la normativa aplicable», se limita a decir la ley. Por otro lado, la ley garantiza que los alumnos al acabar la enseñanza obligatoria tendrán un «dominio pleno» del castellano y de las lenguas cooficiales allí donde existan.
Posiblemente este sea, junto con el tratamiento que recibe la enseñanza concertada, el aspecto de la ley más polémico y más contestado por la oposición que considera que supone la desaparición del castellano como lengua oficial en el ámbito de la enseñanza, contraviniendo así la Constitución.

### La enseñanza concertada
Partiendo del principio establecido por la ley de que «la educación pública constituye el eje vertebrador del sistema educativo», y con el fin de acabar con lo que la ley llama «segregación escolar»— el hecho de que la inmensa mayoría de los alumnos de familias con menor renta vayan a los colegios e institutos públicos, por lo que se insta a las administraciones educativas a que establezcan «una proporción equilibrada del alumnado con necesidad específica de apoyo educativo que deba ser escolarizado en cada uno de los centros públicos y privados concertados»—, la ley elimina el concepto de «demanda social» de la LOMCE (es decir, que las Administraciones debían tener en cuenta la demanda de matriculaciones en centros concertados por parte de las familias a la hora de ofertar más o menos plazas). Así los criterios principales para la adjudicación de una plaza serán el domicilio familiar y el nivel de renta.
Por otro lado, la ley prohíbe el pago por las actividades extraescolares que se realicen en horario escolar y que los ayuntamientos puedan ceder suelo público para construir colegios privados concertados. También prohíbe el cobro a las familias de cuotas por fundaciones o asociaciones.
Esta regulación de la enseñanza concertada ha sido rechazada por la patronal y las asociaciones de padres de este sector que han creado la plataforma Más plurales para combatirla alegando que «es fuertemente intervencionista, promueve la restricción de derechos y libertades ciudadanas y atenta contra la pluralidad de nuestro sistema educativo, que es clave en una sociedad democrática». Esta plataforma critica especialmente la eliminación de la «demanda social» como criterio para el acceso de los alumnos a los centros públicos o concertados ya que «roba la patria potestad de los padres», al reducir «significativamente la capacidad de las familias para elegir el colegio que quieren para sus hijos, derecho avalado por la Declaración Universal de los Derechos Humanos».

### La educación especial
La ley establece un plazo de diez años para que los alumnos con discapacidad se integren en los centros ordinarios, para acabar con la «segregación» que sufren estos alumnos, en el marco de lo establecido en la Convención sobre los Derechos de las Personas con Discapacidad de la ONU, firmada por España en 2008. Sin embargo los alumnos cuyas necesidades «no puedan ser atendidas en el marco de las medidas de atención a la diversidad de los centros ordinarios» seguirán yendo a los centros de educación especial. En la decisión de ir a un centro ordinario o a un centro especial «serán preceptivamente oídos e informados los padres, madres o tutores legales del alumnado» y la decisión final siempre se resolverá «teniendo en cuenta el interés superior del menor y la voluntad de las familias que muestren su preferencia por el régimen más inclusivo».
En la ley se establece, por otro lado, que las administraciones seguirán subvencionando los centros especiales para que, «además de escolarizar a los alumnos y alumnas que requieran una atención muy especializada, desempeñen la función de centros de referencia y apoyo para los centros ordinarios». Según buena parte de los colegios especiales y de las asociaciones de las familias con hijos con discapacidad, esta disposición supondrá la desaparición de la mayoría de estos centros. Además temen que se obligue a las familias a llevar a sus hijos con discapacidad a los centros ordinarios ya que entienden que los centros de educación especial solo acogerán a los alumnos que requieran una atención «muy especializada».  Así lo ha denunciado la plataforma Educación Inclusiva Sí, Especial También creada para combatir la ley.

### Las asignaturas de Religión y de Valores Cívicos y Éticos
La asignatura de religión continuará siendo de oferta obligatoria para los centros, y voluntaria para los alumnos, pero dejará de contar para la nota media del expediente académico del alumno, que se tiene en cuenta para el acceso a la universidad o para la obtención de una beca. Asimismo, la religión carecerá de una asignatura alternativa que deberían cursar aquellos alumnos que no la elijan. Su posición en el horario escolar se deja en manos de las comunidades autónomas.
Por otro lado, se establece una asignatura de Valores Cívicos y Éticos que se impartirá en uno de los dos últimos cursos de primaria y en otro de la ESO. Esta materia  «prestará especial atención a la reflexión ética y se incluirán contenidos referidos a la Constitución española, al conocimiento y respeto de los Derechos Humanos y de la Infancia, a la educación para el desarrollo sostenible». Además, se dice en la ley que «en el marco de la regulación de las enseñanzas de Educación Primaria y Educación Secundaria Obligatoria, se podrá establecer la enseñanza no confesional de cultura de las religiones».

### Igualdad de género y rechazo de la «educación segregada»
Uno de los objetivos fundamentales de la ley es alcanzar la igualdad de género, por lo que aparecerá como elemento transversal en todas las materias y guiará todos los aspectos de la vida escolar. En consecuencia la ley rechaza la «educación segregada» por lo que los centros privados que la realicen no podrán ser concertados.

### La promoción de curso
Tras constatar la escasa eficacia de la repetición de curso, según la ley, para mejorar el rendimiento académico de los alumnos y con el fin de evitar el excesivo número de alumnos repetidores y el relativamente alto porcentaje de alumnos que no obtiene el título de la Educación Secundaria Obligatoria (ESO), la ley limita el número de veces que un alumno puede repetir curso a una vez en la Educación Primaria y a dos veces en la ESO. Además en la promoción de curso el equipo docente no tendrá en cuenta solamente el número de asignaturas suspendidas sino que valorará si el alumno ha alcanzado globalmente los objetivos propuestos para decidir la promoción. «Los alumnos y alumnas promocionarán de curso cuando el equipo docente considere que la naturaleza de las materias no superadas le permita seguir con éxito el curso siguiente y se estime que tiene expectativas favorables de recuperación», reza el texto de la ley. Lo mismo ocurre con la obtención del título de Graduado de la ESO: «obtendrán el título de Graduado en Educación Secundaria Obligatoria los alumnos y alumnas que al terminar la educación secundaria obligatoria hayan adquirido las competencias establecidas y alcanzado los objetivos de la etapa».
En cuanto al bachillerato el equipo docente podrá conceder el título «excepcionalmente» con una asignatura suspendida si considera que «ha alcanzado los objetivos y competencias vinculados a ese título», y siempre que el suspenso no se deba a un abandono deliberado de la materia («siempre que en ella no se haya producido una inasistencia continuada y no justificada»).

### El currículo

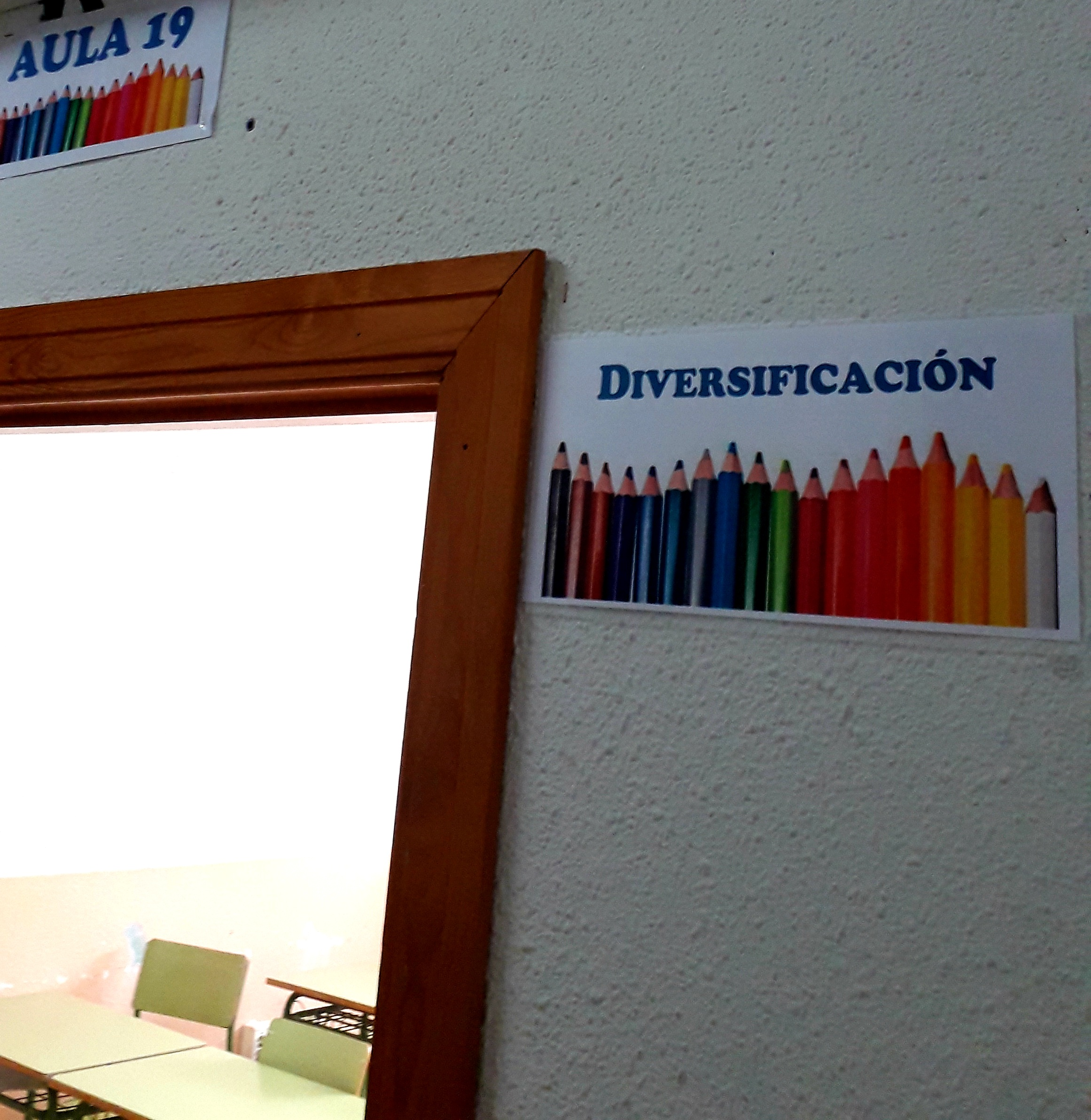
Aula de Diversificación en el instituto segoviano IES Andrés Laguna, un tipo de adaptación curricular contemplada en la LOMLOE

A diferencia de la LOMCE que otorgaba al Gobierno central el peso mayor a la hora de determinar el currículo de las diversas etapas educativas, la LOMLOE concede un papel mayor a las comunidades autónomas. Así el Gobierno fijará el 50% del currículo en las comunidades con lengua oficial y el 60% en las que no la tienen. Asimismo la ley concede un papel importante a los centros educativos que podrán determinar el currículo  en un porcentaje que establecerán las comunidades autónomas, y que se descontará del que les corresponda a ellas.
Por otro lado la ley elimina los itinerarios educativos y las «reválidas» establecidas en la LOMCE. En lugar de los primeros se recupera la «diversificación curricular», un tipo de adaptación curricular en tercero y cuarto de la ESO para que los alumnos con mayores dificultades puedan obtener el título de graduado de la ESO. «En este supuesto, los objetivos de la etapa y las competencias correspondientes se alcanzarán con una metodología específica a través de una organización del currículo en ámbitos de conocimiento, actividades prácticas y, en su caso, materias, diferente a la establecida con carácter general», dice la ley. Así, según la LOMLOE, podrán acceder a la consecución del título de graduado en ESO aquellos alumnos y alumnas sobre los que el equipo docente proponga una adaptación curricular tras haber cursado Segundo o Tercero de la ESO y no estén en condiciones de promocionar al curso siguiente, o bien que habiendo cursado Cuarto de la ESO no estén en condiciones de titular. La incorporación en este programa requiere de "un informe de idoneidad que hay que realizar una vez oído al propio alumno o alumna, y tiene que contar con la idoneidad de la familia o del tutor o tutora legal". 
En cuanto a las «reválidas», éstas serán sustituidas por cuatro pruebas diagnósticas, en cuarto de primaria y segundo de la ESO para todos los alumnos en las que se evaluarán sus competencias y a partir de cuyos resultados los centros deberán elaborar planes de «mejora» y «equidad»; y en sexto de primaria y cuarto de la ESO solo sobre una muestra de alumnos cada varios años que servirán como «evaluación general del sistema educativo», a semejanza de los exámenes PISA. Estas pruebas tendrán un carácter meramente «informativo y orientador para los centros, las familias y el conjunto de la comunidad educativa» y en absoluto se podrán utilizar para clasificar a los centros.
La ley también abre la posibilidad de agrupar las materias del currículo en ámbitos de conocimiento. «Los centros educativos podrán establecer organizaciones didácticas que impliquen impartir conjuntamente diferentes materias de un mismo ámbito, de acuerdo con su proyecto educativo», dice la ley.

### Impulso a la educación infantil de 0 a 3 años
En el apartado 8 bis de la LOMLOE se dice lo siguiente:

1. Las Administraciones públicas incrementarán progresivamente la oferta de plazas públicas en el primer ciclo [de educación infantil] con el fin de atender todas las solicitudes de escolarización de la población infantil de cero a tres años. Asimismo, coordinarán las políticas de cooperación entre ellas y con otras entidades para asegurar la oferta educativa en este ciclo. A tal fin, determinarán las condiciones en las que podrán establecerse convenios con las corporaciones locales, otras Administraciones y entidades privadas sin fines de lucro.

### Nueva modalidad de bachillerato
A las tres modalidades de bachillerato hasta ahora existentes (Ciencias y Tecnología, Humanidades y Ciencias Sociales, y Artes) se añade una cuarta denominada General, que tendrá contenidos de las otras modalidades.

### Recuperación de competencias del Consejo Escolar
La ley revierte la LOMCE en su recorte de las competencias del Consejo Escolar y recupera las que había tenido hasta la promulgación de aquella ley en 2013, como la aprobación del proyecto educativo y la programación general del centro o la participación en la selección del director.

LOMCE
El Consejo Escolar del centro tendrá las siguientes competencias:
a) Evaluar los proyectos y las normas a los que se refiere el capítulo II del título V de la presente Ley orgánica.
b) Evaluar la programación general anual del centro, sin perjuicio de las competencias del claustro del profesorado, en relación con la planificación y organización docente.[...]
e) Informar sobre la admisión de alumnos y alumnas, con sujeción a lo establecido en esta Ley Orgánica y disposiciones que la desarrollen.[...]
i) Informar las directrices para la colaboración, con fines educativos y culturales, con las Administraciones locales, con otros centros, entidades y organismos.
[...]
LOMLOE
El Consejo Escolar del centro tendrá las siguientes competencias:
a) Aprobar y evaluar los proyectos y las normas a los que se refiere el capítulo II del título V de la presente Ley.
b) Aprobar y evaluar la programación general anual del centro sin perjuicio de las competencias del Claustro de profesores, en relación con la planificación y organización docente.[...]
e) Decidir sobre la admisión del alumnado con sujeción a lo establecido en esta Ley y disposiciones que la desarrollen.[...]
j) Fijar las directrices para la colaboración, con fines educativos y culturales, con las Administraciones locales, con otros centros, entidades y organismos.[...]
m) Aprobar el proyecto de presupuesto del centro.
[...]

LOMCE
Comisión para la selección del director.
2. La selección será realizada por una comisión constituida, por un lado, por representantes de las Administraciones educativas, y por otro, en una proporción mayor del treinta y menor del cincuenta por ciento, por representantes del centro correspondiente. De estos últimos, al menos el cincuenta por ciento lo serán del Claustro del profesorado de dicho centro. Las Administraciones educativas determinarán el número total de vocales de las comisiones y la proporción entre los representantes de la Administración y de los centros. En cualquier caso, deberán dar participación en las comisiones a los Consejos Escolares de los centros.
LOMLOE
Comisión para la selección del director.
2. La selección será realizada en el centro por una comisión constituida por representantes de la Administración educativa y del centro correspondiente.
3. Corresponde a las Administraciones educativas determinar el número total de vocales de las comisiones. Al menos un tercio de los miembros de la comisión será profesorado elegido por el claustro y otro tercio será elegido por y entre los miembros del consejo escolar que no son docentes. Además, entre los miembros de la comisión deberá haber, al menos, un director o directora en activo en centros que impartan las mismas enseñanzas que aquel en que se desarrolla el procedimiento de selección, con uno o más periodos de ejercicio con evaluación positiva del trabajo desarrollado.

### Separación de la docencia de los malos profesores
La ley establece que los profesores «que muestren una manifiesta falta de condiciones para ocupar un puesto docente o una notoria falta de rendimiento» podrán ser «removidos de su puesto» y destinados a «tareas que no requieran atención directa con el alumnado».

## Reacciones en contra de la ley

Lazo naranja. Símbolo escogido por los que se oponen a la LOMLOE

El domingo 22 de noviembre de 2020 ―tres días después de la aprobación en primera instancia de la ley por el Congreso de Diputados― tuvieron lugar manifestaciones en coches, a causa de la pandemia del COVID-19, en más de 50 ciudades de España convocadas por la plataforma de la enseñanza concertada Más Plurales bajo el lema «Por el derecho a elegir la educación que queremos». Los manifestantes portaban banderas y lazos naranja, el símbolo escogido para la protesta. La más numerosa fue la de Madrid que colapsó el Paseo de la Castellana.
Las manifestaciones fueron apoyadas por los partidos de oposición de derecha y de centro derecha y en ellas participaron algunos de sus líderes, entre ellos el presidente del PP Pablo Casado que asistió a la de Madrid. Casado afirmó que llevará la ley ante el Tribunal Constitucional y que en cuanto su partido llegue al gobierno la derogará, además de asegurar que en las comunidades autónomas presididas por su partido se intentará que la ley no se aplique. De esta forma se proponía defender el derecho de los padres a elegir la educación que quieren para sus hijos, la educación concertada y la educación especial, y la consideración del castellano como lengua vehicular. «Señor Sánchez, escuche a estas familias, libertad para todas ellas y respeto para España», señaló Casado.
El dirigente de Vox Iván Espinosa de los Monteros, también presente en la manifestación de Madrid, afirmó: «En España tenemos una gran materia prima, que son los españoles, que se merecen una educación de calidad y en libertad y no se merecen este ataque al español, a la educación concertada y a la educación especial». Por su parte la vicealdesa de Madrid por Ciudadanos Begoña Villacís remarcó que «el PSOE no puede permitirse suplantar a los padres» en lo que concierne a la educación de sus hijos.
La manifestación en coches se volvió a repetir el domingo 20 de diciembre.
Un recurso de inconstitucionalidad, apoyado por la Conferencia Episcopal Española, fue presentado por el PP el 29 de marzo de 2021. Una semana antes Vox había presentado el suyo. El día 20 de abril de 2021 el Tribunal Constitucional admitió a trámite por unanimidad los recursos de inconstitucionalidad presentados por Vox y el Partido Popular contra la Ley. Ambos recursos fueron desestimados íntegramente (el Tribunal Constitucional los rechazó confirmando así la plena legalidad de la ley).